# Edita Gruodytė
Edita Gruodytė (* 1974 in Rumšiškės, Litauische SSR) ist eine litauische Rechtsanwältin, Rechtswissenschaftlerin (Strafrechtlerin) und Professorin am Lehrstuhl für Öffentliches Recht der Rechtsfakultät der Vytautas-Magnus-Universität Kaunas (VDU).

## Leben
1991, nach dem Abitur mit Auszeichnung an der Mittelschule Rumšiškės, absolvierte Edita Gruodytė 1996 das Bachelorstudium der englischen Philologie an der Fakultät für Geisteswissenschaften und 1999 das Magisterstudium (LL.M.) der Rechtswissenschaften an der Vytautas-Magnus-Universität Kaunas und arbeitete danach als Hochschullehrerin (Lektorin) am Rechtsinstitut der VDU Universität.
Von 1998 bis 2000 war sie Juristin in der Bank "Lietuvos taupomasis bankas" in Kaunas, vom Mai 2000 bis 2004 Juristin in den Unternehmen "Antera", "Žalvaris", "N. Poligrafija", von 2001 bis 2004 als Rechtsanwaltsgehilfe. Seit 2004 ist sie Rechtsanwältin in der Kanzlei UAB "Hough, Zulys & Partners". Die Schwerpunktbereiche sind Gesellschaftsrecht, Steuerrecht und Strafrecht.
Am 17. Dezember 2003 promovierte sie an der Rechtsuniversität Litauens (Lietuvos teisės universitetas) in der Rechtswissenschaften zum Thema der strafrechtlichen Verantwortung (Baudžiamoji atsakomybė už veikas, susijusias su neteisėta narkotinių ir psichotropinių medžiagų apyvarta) und arbeitete am Institut für Recht als Assistentin, seit 2007 als Dozentin der VDU. Seit 2008 ist sie Professorin des Lehrstuhls für Öffentliches Recht der Rechtsfakultät. Als Rechtsanwältin wurde sie erst nach der Entscheidung des Litauischen Verfassungsgerichts zugelassen (s. Gruodytė-Fall).

## Publikationen
- Nukentėjusiojo samprata Nusikaltimų valstybės tarnautojo ar viešiojo administravimo funkcijas atliekančio asmens veiklai” skyriuje. In: Jurisprudencija. 2007, T.1 (91), ISSN 1392-6195, S. 37–43.
- Судебная практика США по делам о преступлениях, связанных с наркотиками. In: Сборник научных трудов. Издательство Российский государственный университет имени Иммануила Канта, 2006, S. 179–186.
- Implementation of drug testing policy in the workplace: theory and practise. Науковый Висник Ужгородського национального Университету. Ausgabe 1, 2007, S. 73–77.